# Апанович Олена Михайлівна
Оле́на Миха́йлівна Апано́вич (9 вересня 1919, Мелекес — 21 лютого 2000, Київ) — українська вчена, історик, архівістка, письменниця. Член Спілки письменників України з 1991 року.

## Біографія
Народилася 9 вересня 1919 року в місті Мелекесі Симбірської губернії (нині місто Димитровград Ульяновської області, Росії). Її батько — Михайло Апанович) — був залізничником, білорусом за походженням, мати (Камілла) — з польського шляхетського роду Бортновських. Через специфіку батькової роботи сім'я постійно змінювала місце проживання: Бєлгород, Суми, Харків, Харбін (у 1929–1933 роках батько працював головним ревізором Китайсько-Східної залізниці), знову Харків.
У 1936 році з відзнакою закінчила середню школу в Харкові (у шкільній характеристиці стояв запис: «за здібностями — видатна») й вступила до Всесоюзного комуністичного інституту журналістики в Москві. У зв'язку з його ліквідацією продовжила навчання в Харківському педагогічному інституту (факультет російської мови та літератури, який закінчила 1941 року.
Під час німецько-радянської війни евакуювалась до Казахстану, потім переїхала до Уфи, де у 1942–1944 роках працювала кореспондентом та інструктором вузлового радіомовлення Башкирського радіокомітету.
У травні 1944 року повернулась в Україну (до Києва). У період 1944–1950 років — науковий співробітник, старший науковий співробітник, з червня 1946 року — начальник відділу давніх актів ЦДІА України (Київ).
У 1945–1948 роках — аспірантка ЦДІА УРСР. У січні 1950 року захистила кандидатську дисертацію на тему «Запорозьке військо, його устрій та бойові дії в складі російської армії під час російсько-турецької війни 1768—1774 років».
У 1950—1952 роках — молодший науковий співробітник, з 1956 року — старший науковий співробітник в Інституті історії АН УРСР.
У 1951 року взяла участь в археологічних експедиціях по місцях колишніх Запорозьких січей напередодні будівництва Каховської ГЕС і затоплених згодом Каховським водосховищем. О. М. Апанович дослідила Великий Луг, місця Базавлуцької, Чортомлицької і Підпільненської Січей.
12 вересня 1972 року була звільнена за політичні погляди. Формально «за скороченням штатів», а фактично за дисиденство в науці. 1994 року поновлена на роботі як така, що звільнена «за політичними мотивами».
У 1972—1986 роках працювала у Центральній науковій бібліотеці АН України старшим науковим співробітником відділу рукописів. Впродовж цих років займалася вивченням української рукописної історичної книги XV—XVIII століть. Оскільки в Україні її праці не друкували, публікувала їх у Москві, Ленінграді, Вільнюсі, Таллінні. Виявивши у фондах бібліотеки матеріали першого президента ВУАН академіка Володимира Вернадського, на їх основі написала й опублікувала 20 статей і монографію.
У 1987—1991 роках — заступник вченого секретаря Комісії АН УРСР з розробки наукової спадщини Вернадського. 1988 року була нагороджена срібною медаллю ВДНГ за підготовку ювілейних експозицій виставок Володимира Вернадського в Москві та Києві.
З 1986 на пенсії, але продовжувала працювати, брала активну участь у науковому, громадському і культурному житті України. 1998 року видала монографію — першу працю про Чортомлицьку Січ, яка до сьогодні залишається єдиною науковою студією в українській історичній науці про це козацьке утворення. Займалася дослідженнями з військової історії та історії мистецтва («Збройні сили України 1-ї половини XVIII ст. [Архівовано 25 квітня 2015 у Wayback Machine.]», «Культура козацтва», «Розповіді про запорозьких козаків [Архівовано 25 квітня 2015 у Wayback Machine.]»).

Могила Олени Апанович

У 1991 році стала членом Спілки письменників України. 1994 року стала лауреатом Шевченківської премії, а 1995 року її було визнано і лауреатом премії Антоновичів (США).
Померла у 80-річному віці 21 лютого 2000 року, була відспівана священниками УПЦ Київського Патріархату у Благовіщенському храмі Національного університету «Києво-Могилянська академія» і похована на Байковому цвинтарі в Києві (ділянка № 49а, 50°25′0.20″ пн. ш. 30°30′6.50″ сх. д. / 50.4167222° пн. ш. 30.5018056° сх. д.).

## Наукова робота
Вона взяла участь у виданні солідної збірки документів «Україна перед визвольною війною 1648—1654 років (1639—1648)» (К., 1946) То була перша за 20 років академічна публікація незнаних документів з історії України козацької доби, яка продовжила археографічні традиції українських істориків дореволюційної доби.
Тоді ж таки О. М. Апанович чимало уваги приділила обробці й описові документальних зібрань. Одна з упорядників «Путівника ЦДІА УРСР» (К., 1958).
Працюючи в археологічній експедиції, Апанович дослідила Великий Луг, місця Базавлуцької, Чортомлицької і Підпільненської Січей. Справа не тільки у важливих археологічних експонатах, вивченні топонімів та гідронімів, які зникли навіки, а й у тому, що були відроджені традиції археологічного дослідження пам'яток козацької доби, започатковані Д. Яворницьким. Після досліджень О. М. Апанович на цей науковий напрямок було накладено табу. Нинішні археологи-козакознавці використовували досвід і результати розкопок 1951 року, проведених О. М. Апанович та її колегами.
Велика заслуга О. М. Апанович полягає і в тому, що вона разом з деякими іншими українськими істориками відродила традицію історико-краєзнавчих досліджень. Скориставшись дозволом компартійної верхівки на обмежене вивчення національно-визвольної війни українського народу під керівництвом Богдана Хмельницького, О. М. Апанович зайнялась козацькою проблематикою, але вийшла далеко за рамки намірів офіціозу. 1954 року вона видала низку наукових і науково-популярних праць, серед яких вирізняються три брошури: «Історичні місця Визвольної війни українського народу 1649—1654 рр.», «Запорозька Січ і її прогресивна роль в історії українського народу», «Переяслав-Хмельницький та його пам'ятники».
Апанович приділяла велику увагу проблемі опису та збереження історичних пам'яток, особливо пов'язаних з історією українського козацтва, насамперед острова Хортиця. О. М. Апанович часто писала про славні події, що відбувалися на цьому острові та в його околицях, брала участь у розробці проєкту історико-меморіального комплексу запорозького козацтва на Хортиці, підтримувала важливі ініціативи відомого запорізького краєзнавця і діяча державного рангу, який чимало прислужився справі створення Хортицького заповідника — М. Киценка. Пізніше, коли наприкінці 1980-х років Хортицею хотіли прокласти трасу нового мосту через Дніпро, протест О. М. Апанович зробив своє — і проєкт варварського нищення острова був законсервований. Водночас вона підтримала тоді справу відродження Хортицького заповідника у його первісному призначенні, й музей на Хортиці знову став музеєм запорозького козацтва.
Велике значення і дотепер має складений О. М. Апанович науковий реєстр пам'ятних місць запорозького козацтва, видрукуваний нею в «Українському історичному журналі» (1967, № 7) та часописі «Україна» (1967, № 5, 16, 42; 1968, № 9, 39, 51). Він і нині зберігає своє значення, бо за минулі десятиліття не було видрукувано досконалішого реєстру.
На початку 1950-х років продовжувала активну публікацію архівних джерел. Вона була серед тих, хто впорядковував фундаментальний археографічний тритомник «Воссоединение Украины с Россией. Документы и материалы в трёх томах». (М., 1953—1954), який попри всю вимушену помпезність та тенденційний добір документів до друку містив також ряд цінних джерел, передусім універсал і листи Богдана Хмельницького та його сподвижників (Максим Кривоніс, Іван Золотаренко, Мартин Небаба та ін.). Вона готувала також до друку кілька збірок документів доби Гетьманщини. Дослідниці стали замовляти статті до найсолідніших тоді енциклопедичних видань: спочатку «УРЕ», пізніше «Радянська Енциклопедія історії України», «Радянська історична енциклопедія».
Плідна праця у напрямку дослідження історії запорозького козацтва знайшла яскравий вплив у двох монографіях: «Запорозька Січ у боротьбі проти турецько-татарської агресії: 50–70-і роки XVIII ст.» (К., 1961) [Архівовано 25 квітня 2015 у Wayback Machine.] та «Збройні сили України першої половини XVIII ст.» (К., 1969) [Архівовано 25 квітня 2015 у Wayback Machine.]. У цих книгах, особливо у другій, автор обґрунтувала концептуальну тезу про те, що збройні сили України, навіть в умовах колоніального наступу Російської імперії, яка використовувала козаків у своїх загарбницьких цілях і водночас поступово позбавляла самостійності, зберігали серйозний мілітарний потенціал, забезпечили багато в чому перемоги над Османською імперією, врешті залишилися важливою ознакою Української держави. Книга «Збройні сили…», хоча й була видана малим накладом (3000 примірників), дістала високу оцінку науковців. Водночас це видання було єдиним після довгих років солідним і об'єктивним дослідженням історії запорозького козацтва, чого українська історична наука не знала з 20-х років.
Велику увагу приділила дослідженню військової історії України, військового мистецтва козаків та їхніх провідників — гетьманів і кошових отаманів. Характерними для цього періоду творчості О. М. Апанович і цього напрямку діяльності є кілька статей, присвячених Богданові Хмельницькому.
Крім військової тематики, О. М. Апанович зверталася до вивчення політичних та міжнародних зносин козацтва, його соціально-економічного становища. О. М. Апанович наголошувала на зовнішніх причинах знищення Січі (колоніальний наступ Російської імперії), на прогресивності устрою Січі, який був справді демократичним, фермерського типу ведення сільського господарства.
Після звільнення у 1972 році формально «за скороченням штатів», а фактично за дисиденство в науці, Апанович зуміла продовжити творчу працю. Її зусиллями проведено велику роботу з опису нефондованих архівних документів, серед яких були й архівні матеріали видатних українських діячів — мистецтвознавця О. П. Новицького, археолога та етнографа Я. П. Новицького, істориків А. І. Степовича, М. І. Лілеєва, математиків Г. Ф. Вороного та М. В. Остроградського, київського митрополита Платона; матеріали фамільних та родових архівів Болсуновських, Дорошенків, Закоморних, Капністів, Жежельських, Лашкевичів, Радивилів, Шодуарів, «розсипи» церковних документів Київської митрополії тощо.
Було зібрано чимало матеріалів, що стосувалися книгознавства, маргіналістики. Вивчила 8000 рукописів та книг, фіксуючи важливі записи на їхніх берегах. Внаслідок цього стало можливим створити цикл статей, виданих за межами України (в той час діяли заборони публікацій доробку О. М. Апанович). За твердженням сучасних дослідників, саме О. М. Апанович «стоїть біля витоків наукової дисципліни в Україні», творчо продовжуючи традиції, започатковані А. Петрушевичем, І. Франком та В. Адріановою-Перетц.
Праця у відділі рукописів ЦНБ мала наслідком створення О. М. Апанович і солідної монографії «Рукописная светская книга XVII в. на Украине. Исторические сборники», яка через всілякі перепони вийшла у світ із запізненням (К., 1983). О. М. Апанович відкрила чимало нових пам'яток літописання або їхніх списків та редакцій, імен українських культурних діячів (авторів, редакторів, копіїстів), серед яких видатне місце належить представникам козацької інтелігенції. Був серйозно підважений ще один міф про дикість і некультурність козаків, була наочно обґрунтована любов козаків до книги, продовження ними навіть у тяжких умовах ліквідації вже решток Української держави культурних та освітніх традицій попереднього етапу української історії. О. М. Апанович зробила дуже важливі висновки щодо репертуару і поширення української рукописної книги, розробила ряд її теоретичних проблем. Лише тепер стало можливим здійснити академічне видання літопису Г. Грабянки «Краткое описание Малороссии» та ін. — лише нових списків Грабянки О. М. Апанович виявила понад 30.
У стінах відділу рукописів ЦНБ О. М. Апанович взялася за вивчення особистого архіву Володимира Вернадського — вченого-природознавця. Уже те, що Вернадський походив із давнього українського козацького роду, її особливо зацікавило і не випадково тема «Вернадський і Україна» стала провідною в її творчості у 1980-х роках. Вона створила ґрунтовну біографію вченого, простежила його роль у створенні ВУАН (Вернадський був її першим президентом), знайшла і видрукувала його незнані праці, насамперед щоденник. Результатом творчих пошуків стала монографія О. М. Апанович (у співавторстві) «Вернадський: життя і діяльність на Україні», яка витримала два видання (1984 і 1988).
О. М. Апанович звернула увагу й на інших видатних українських учених, насамперед на Сергія Подолинського, який працював над розв'язанням тих самих проблем, що й В. Вернадський.
О. М. Апанович висунула нову концепцію історії українського козацтва якраз у період національного відродження, яке почалось у другій половині 1980-х років. Комплексна експедиція «Запорозька Січ: зруйноване й уціліле» (1989), керівником якої виступила вчена, мала значний громадський резонанс, привернула увагу наших співвітчизників до того явища в історії, яким було козацтво: до збереження його пам'яток, дослідження його минулого. Експедиція поряд із публікаціями О. М. Апанович, які з'являлись на сторінках газет і журналів, відіграла важливу роль у підготовці та проведенні 500-річного ювілею запорозького козацтва (1989—1992), що, своєю чергою, мало велике значення у мобілізації українського народу і його подальшій боротьбі за власну незалежну державу.
Починаючи з відродження незалежної Української держави, у житті й творчості О. М. Апанович настав новий період. Вчена, незважаючи на свій вік, отримала ніби «друге дихання», нарешті вона змогла вільно викладати свої думки й позиції, доносити їх до свідомості широкої читацької маси. У 1991—1994 рр. одна за одною вийшли три книги О. М. Апанович: «Розповіді про запорозьких козаків [Архівовано 25 квітня 2015 у Wayback Machine.]» (К., 1991), «Гетьмани України і кошові отамани Запорозької Січі [Архівовано 19 серпня 2016 у Wayback Machine.]» (К., 1993), «Українсько-російський договір 1654 р. Міфи та реальність [Архівовано 25 квітня 2015 у Wayback Machine.]» (К., 1994).
Протягом 1990-х років не зменшився потік науково-популярних публікацій О. М. Апанович, її статті були видані у таких журналах як: «Україна», «Українська культура», «Людина і світ», «Музика», «Жовтень» (нині — «Дзвін»), «Всесвіт», «Неопалима купина», «Книжник», та ін., газети, серед яких — насамперед «Українське слово», «Літературна Україна», «Українська газета», «Сільський час», «Молодь України (газета)|Молодь України]]», «Голос України» та ін. Вона виступила науковим консультантом і співавтором у підготовці сценаріїв серії науково-популярних фільмів з історії козацтва: «Не пропала їхня слава», «Гомоніла Україна», «Козак Мамай», «Слава і біда України», «Анатема», «Рід Розумовських», «Останній гетьман», «Райські острови Сагайдачного», «Козацькі могили», тощо, а також двох повнометражних фільмів «Ще є час» та «Чорна долина».
Нею написано також сценарій театралізованої вистави «Гетьмани — будівничі української культури: Петро Конашевич-Сагайдачний та Іван Мазепа» (К., 1993).

## Список наукових праць
- Гуслистий К. Запорозька Січ та її прогресивна роль в історії українського народу / К. Гуслистий, О. Апанович. — Київ: Держполітвидав УРСР, 1954. — 86 с. — (300 років возз'єднання України з Росією))
- Апанович Е. М. Исторические места событий освободительной войны украинского народа 1648—1654 гг. / Е. М. Апанович; АН УССР. Институт истории. — Киев: АН УССР, 1954. — 104 с.
- Переяслав-Хмельницкий и его исторические памятники / Апанович Е. М. — К., 1954. — 128 с.
- Запорозька Січ у боротьбі проти турецько-татарської агресії: 50–70-і роки XVIII ст. [Архівовано 25 квітня 2015 у Wayback Machine.] (К., 1961).
- Науковий реєстр пам'ятних місць запорозького козацтва, видрукуваний нею в «Українському історичному журналі» (1967, № 7) та часописі «Україна» (1967, № 5, 16, 42; 1968, № 9, 39, 51).
- Апанович О. М. Збройні сили України першої половини XVIII ст. [Архівовано 25 квітня 2015 у Wayback Machine.] / О. М. Апанович. — Київ: Наукова думка, 1969. — 224 с.
- Переяслав-Хмельницкий исторический музей / Апанович Е, М. — К., 1972. — 24 с.
- Апанович Е. М. Рукописная светская книга XVIII века на Украине / Е. М. Апанович. — Київ, 1983. — 122 с.
- Апанович О. М. Розповіді про запорозьких козаків [Архівовано 25 квітня 2015 у Wayback Machine.] / О. М. Апанович. — Київ: «Дніпро», 1991. — 335 с. — ISBN 5-308-01371-3.
- Апанович О. М. Гетьмани України і кошові атамани Запорізької Січі [Архівовано 19 серпня 2016 у Wayback Machine.] / О. М. Апанович. — Київ: «Либідь», 1993. — 284 с. — ISBN 5-325-00062-4.
- Апанович О. М. Українсько-російський договір 1654 року. Міфи і реальність [Архівовано 25 квітня 2015 у Wayback Machine.] / О. М. Апанович. — Київ: Варта, 1994. — 96 с.
- Апанович О. Конституція Пилипа Орлика // Хроніка — 2000 : український культурологічний альманах. — Київ, 1998. — Вип. 23/24 : Український парламентаризм: історія і сучасність. — С. 90 — 102.
- Апанович О. Чортомлицька Запорозька Січ: до 345 річниці заснування / Олена Апанович. — Київ: Українське козацтво, 1998. — 80 с.
- Апанович О. Федір Павлович Шевченко: Історик, архівіст, історіограф, джерелознавець, археограф, орган. науки, Людина. Спогади та історіограф. аналіз / О. Апанович; НАНУ; Ін-т історії України; Ін-т української археографії. — Київ, 2000. — 180 с.
- Апанович О. Острозька академія // Спеціальні історичні дисципліни: питання теорії та методики: збірка наукових праць та спогадів / Ін-т історії України НАНУ. — Київ, 2001. — № 6, ч. 2 : Пам'яті відомого вченого — історика, доктора історичних наук, професора В. О. Замлинського. — С. 378—382.
- Апанович О. М. Збройні сили України першої половини 18 ст. / О. М. Апанович. — Дніпропетровськ: Січ, 2004. — 230 с.
- Апанович О. Битва під Хотином: 40 діб козацької доблесті та звитяги // Військо України: центральний друкований орган М-ва оборони України / М-во оборони України. — Київ, 2011. — № 9 (135). — С. 40 — 43.
- Апанович О. Гетьман України емігрант Пилип Орлик // Хроніка — 2000 : український культурологічний альманах / Колектив ред. «Хроніка — 2000». — Київ, 2012. — Вип. 1 (91): Україна — Білорусь Книга 2. — С. 83 — 132.
- Олена Апанович. Господь за плугом іде… [Архівовано 4 квітня 2015 у Wayback Machine.]
- Олена Апанович. Козацька енциклопедія для юнацтва. [Архівовано 25 квітня 2015 у Wayback Machine.]

## Вшанування пам'яті
До її 75-ліття (1994) вийшли дві перші книги-збірники, видані на знак пошани до «козацької матері»: «Під знаком Кліо. На пошану Олени Апанович. Збірник статей.» — Дніпропетровськ, 1995; Історія українського середньовіччя: козацька доба. — К., 1995. — Ч. 1–2.

## Відзнаки
Лауреат Шевченківської премії за 1994 рік та Фундації Омеляна та Тетяни Антоновичів (США, 1995).